# José Benedito Simão
José Benedito Simão (* 1. Januar 1951 in Caçapava, Bundesstaat São Paulo, Brasilien; † 27. November 2015 in Marília, Bundesstaat São Paulo, Brasilien) war ein brasilianischer römisch-katholischer Geistlicher und Bischof von Assis.

## Leben
José Benedito Simão empfing am 7. Juni 1981 durch den Erzbischof von São Paulo, Paulo Evaristo Kardinal Arns OFM, das Sakrament der Priesterweihe.
Am 28. November 2001 ernannte ihn Papst Johannes Paul II. zum Titularbischof von Tagaria und bestellte ihn zum Weihbischof in São Paulo. Der Erzbischof von São Paulo, Cláudio Kardinal Hummes OFM, spendete ihm am 25. Januar 2002 die Bischofsweihe; Mitkonsekratoren waren der Bischof von Duque de Caxias, Mauro Morelli, und der Bischof von Barretos, Antônio Gaspar. Die Amtseinführung erfolgte am 9. März 2002.
Am 24. Juni 2009 ernannte ihn Papst Benedikt XVI. zum Bischof von Assis. Simão war es besonders wichtig, Theologie den Gläubigen näherzubringen. Am 23. November 2015 erlitt er einen Schlaganfall, dem er vier Tage später in einem Krankenhaus in Marília erlag.